# Шварцвалд
Шварцвалд (нем. Schwarzwald, Црна шума) је шумовита планинска област у југозападној Немачкој, у савезној држави Баден-Виртемберг. Са запада и југа окружена је долином реке Рајне. Највиши врх је Фелдберг (1.493 метара). Име „Црна шума“ потиче од тамне боје четинарских шума које расту у овој области. 
У области Шварцвалда налази се и почетак реке Дунав, која потиче од ушћа изворних река Бригах и Брег.
Шварцвалд је познат по сатовима са кукавицом, меду и Шварцвалдској торти са трешњама. 

## Географија
Шварцвалд је највиши и најсунчанији планински венац у југозападној Немачкој. Дугачак је 170км, а широк 60км. Простире се на површини од 7500 km².

## Галерија
- Пејзаж са Шварцвалда
- Шварцвалд